# Brigitte Fossey
Brigitte Fossey (Tourcoing, 15 juni 1946) is een Franse actrice. Naast langspeelfilms had ze ook meerdere theaterproducties en nog steeds speelt ze rollen in Franse televisieseries.
Fossey startte haar carrière piepjong als vijfjarige jeugdactrice met de hoofdrol in de film Jeux interdits van René Clément. In de jaren zeventig en begin jaren tachtig volgden een hele rits rollen in speelfilms als Les Valseuses (1974) van Bertrand Blier, Les Enfants du placard (1976) van Benoît Jacquot, L'Homme qui aimait les femmes (1977) van François Truffaut, La Boum (1980) van Claude Pinoteau en Un mauvais fils (1980) van Claude Sautet.
Ze werd in 1977 genomineerd voor de César voor beste vrouwelijke bijrol voor haar rol in Le Bon et les Méchants en in 1978 genomineerd voor de César voor beste actrice voor haar rol in de film Les Enfants du placard, maar moest deze laatste César laten aan Simone Signoret.
Ze is getrouwd geweest met de vroegtijdig overleden filmregisseur Jean-François Adam met wie ze een dochter heeft, de actrice Marie Adam (1968).

## Filmografie (selectie)
- Jeux interdits (1952, René Clément) – Paulette
- Les Valseuses (1974, Bertrand Blier) – vrouw in de trein
- L'Ironie du sort (1974, Edouard Molinaro) – Ursula
- Calmos (1976, Bertrand Blier) – Suzanne Dufour
- Le Bon et les Méchants (1976, Claude Lelouch) – Dominique Blanchot
- Les Enfants du placard (1976, Benoît Jacquot) – Juliette
- L'Homme qui aimait les femmes (1977, François Truffaut) – Geneviève Bigey
- Quintet (1979, Robert Altman) – Vivia
- La Boum (1980, Claude Pinoteau) – Françoise Beretton
- Un mauvais fils (1980, Claude Sautet) – Catherine
- Chanel Solitaire (1981, George Kaczender) – Adrienne
- Croque la vie (1981, Jean-Charles Tacchella) – Catherine
- La Boum 2 (1982, Claude Pinoteau) – Françoise Beretton
- Enigma (1983, Jeannot Szwarc) – Karen
- Au nom de tous les miens (1983, Robert Enrico) – Dina Gray
- Nuovo cinema Paradiso (1988, Giuseppe Tornatore) – volwassen Elena
- 3615 code Père Noël (1988, René Manzor) – Julie, de moeder van Thomas
- Les Enfants du naufrageur (1992, Jérôme Foulon) – Hélène
- Un vampire au paradis (1992, Abdelkrim Bahloul) – mevrouw Belfond